# Claudio Arrau
Claudio Arrau León (Chillán, Chile; 7 de febrero de 1903-Mürzzuschlag, Austria; 9 de junio de 1991) fue un pianista chileno mundialmente conocido por sus profundas interpretaciones de un repertorio que abarcó desde la música barroca hasta obras de música contemporánea. Es considerado uno de los pianistas más destacados del siglo XX, gracias a sus interpretaciones alabadas por el público y los críticos de la época. Su CD de audio Chopin Valses de 1982 fue el primer CD de música clásica de la historia.
Arrau tuvo por maestro al pianista alemán Martin Krause —a la vez alumno de Franz Liszt—, quien dijo: «Este niño ha de ser mi obra maestra». De este modo, la estirpe pianística de Arrau es, por demás, ilustre: Beethoven: Czerny, Liszt, Krause, Arrau. 

## Biografía

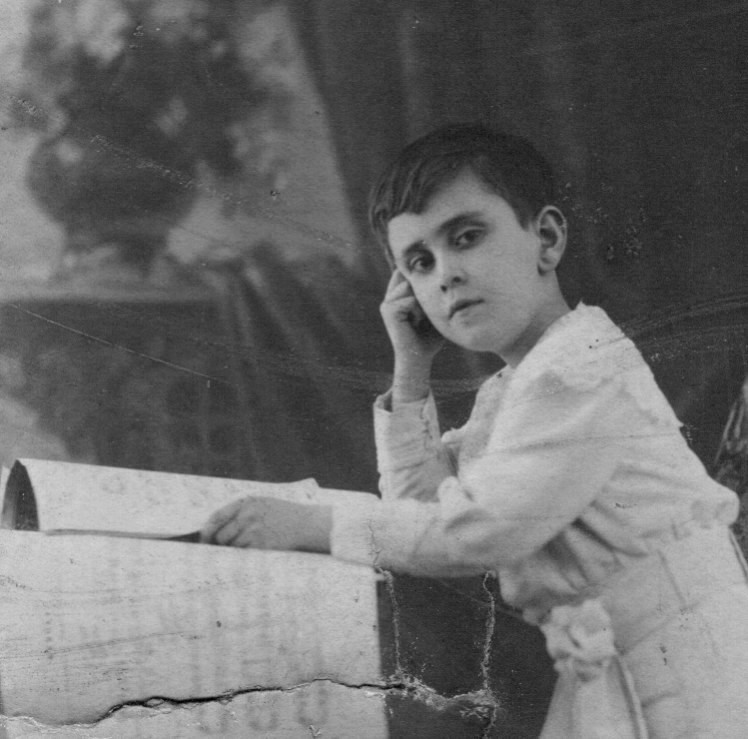
Arrau durante su niñez

Fue hijo del oftalmólogo chillanejo Carlos Arrau Ojeda y de la pianista quirihuana Lucrecia León Bravo de Villalba, quien enseñó a Claudio el arte del piano. La pareja se casó en Quirihue. La familia Arrau descendía de Lorenzo de Arrau, un ingeniero español de la época de la Colonia.
Cuando Claudio tenía apenas un año, su padre falleció, a consecuencia de un accidente ecuestre; la familia Arrau quedó en una situación de grave endeudamiento. Esto motivó a su madre a dedicarse a tiempo completo a su oficio, la enseñanza de la ejecución del piano. Niño prodigio, gracias al talento y dedicación de su madre, a los tres años ya leía partituras y a los cinco años ofreció su primer recital en el Teatro Municipal de Chillán. Tras una sesión de piano ante el presidente Pedro Montt y el Congreso Nacional, se le otorgó una beca para seguir estudios en Berlín en el Conservatorio Stern, junto al destacado profesor Martin Krause, uno de los últimos discípulos de Franz Liszt, quien fue discípulo de Czerny, quien a su vez fue discípulo de Ludwig Van Beethoven La revista infantil El Peneca colocó su foto en portada, con las palabras Un prodigio musical, luego de ese concierto. 
Durante ese periodo ganó varios premios, incluyendo el Primer Premio del Concurso de la Casa Rudolph Ibach y la Gustav Holländer Medal. En 1914 ofreció su primer recital en Berlín y luego comenzó una extensa gira por Alemania y Escandinavia, mientras que en 1918 realizó una gira por toda Europa. En esa época, actuó junto a las principales orquestas bajo directores como Nikisch, Muck, Mengelberg y Furtwängler.

### Vida artística

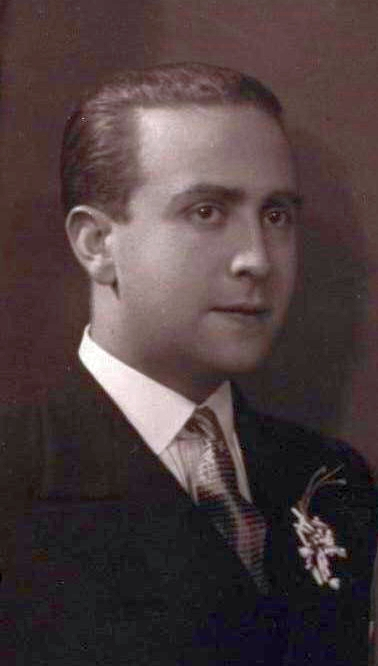
Arrau en 1929

Martin Krause falleció en 1918, hecho que sumió a Arrau en una depresión. Tal era el respeto que debía a su maestro que, tras este hecho, dio su formación musical por completa, no teniendo posteriormente ningún otro profesor. Supo reponerse y siguió dando conciertos, hasta que, en 1920, recibió el Premio Liszt por dos años consecutivos.
Durante sus giras por Europa interpretó de memoria El clave bien temperado de Bach completo, compuesto por cuarenta y ocho preludios y cuarenta y ocho fugas, hazaña que había intentado Beethoven, pero que jamás pudo realizar en público.
En 1925 recibió el nombramiento de Profesor del Conservatorio Stern.
La película Sueño de amor que protagonizó Arrau, es una película de José Bohr filmada en 1935 en la Ciudad de México, donde aparece Arrau representando al compositor Franz Liszt.
Este registro audiovisual es uno de los más antiguos que se conservan del maestro y es una de las primeras películas sonoras hablada íntegramente en español en el mundo. Tras ser exhibida en los años 30 estuvo perdida, hasta que Luis Horta realizó una extensa investigación que lo llevó hasta la Universidad Nacional Autónoma de México (UNAM) donde se encontraba la única copia de 16 mm de la mítica película. Al ser hallada ésta, la Cineteca de la Universidad de Chile en conjunto con la UNAM y financiado por el actual Consejo Nacional de las Culturas comenzó un proceso de restauración y digitalización para repatriar el filme. Su restauración tardó alrededor de 10 años. Hacia 1933, Arrau se separó de su primera esposa, la mezzosoprano letona Erika Burkewitch. Con ella tuvo un hijo, Klaudio, en 1929, que falleció en una prisión alemana —bajo poder soviético— en 1949.
En 1937 se casó con la mezzosoprano Ruth Schneider, con quien tuvo tres hijos: Carmen, Mario y Christopher.
Arrau siempre reconoció en Pablo Neruda un artista y autor non plus ultra, y dijo que para él habría sido un honor que el poeta lo considerase su amigo.
En 1941 Arrau se trasladó a Estados Unidos debido a la consolidación del nazismo. La decisión se vio motivada por el asesinato de uno de sus discípulos acusado de ser antinazi, junto a la persecución en la que se vio envuelta su mujer, de origen judío. Instalado en Nueva York, fundó en 1943 la Academia Claudio Arrau con Rafael de Silva.
El 17 de junio de 1957, mientras se encontraba de gira por Australia, Arrau fue detenido por «conducta impropia» en Lang Park (Sídney); los policías señalaron que Arrau se encontraba siguiendo a un hombre hacia unos baños públicos y le guiñó el ojo a uno de ellos, lo cual fue negado por el pianista. La situación se dio en un contexto de cacería de homosexuales realizada por la policía local en los años 1950, siendo multado con 5 libras el 28 de agosto, y finalmente los cargos contra Arrau fueron retirados en febrero de 1958, producto de una cláusula que beneficiaba a los acusados sin historial.

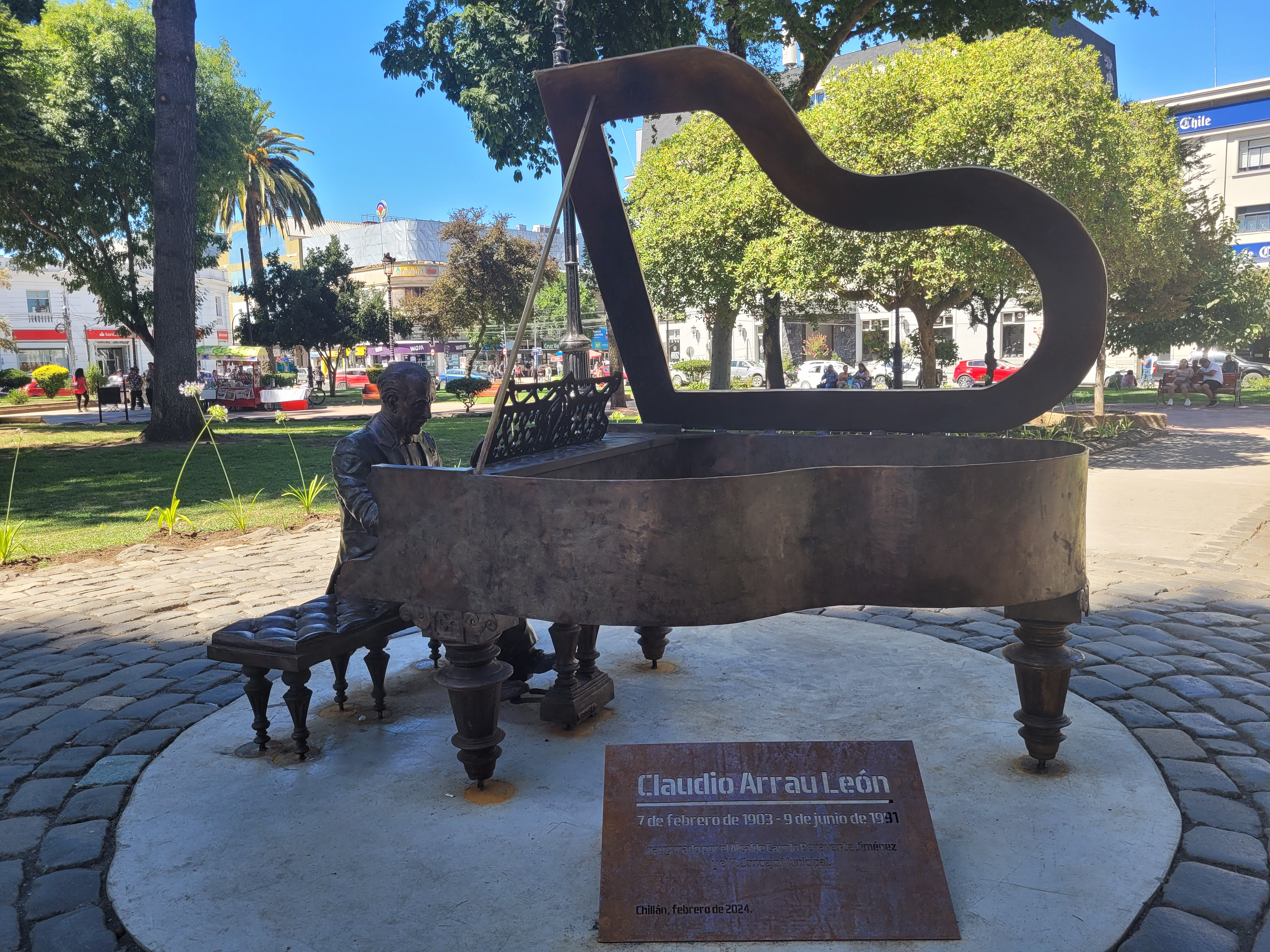
Escultura de Claudio Arrau, ubicada en plaza de Armas de Chillán

En 1980 la Orquesta Filarmónica de Berlín le otorgó la medalla Hans von Bülow.
Grabó el CD de audio Chopin Valses con la colección completa de los valses de Frédéric Chopin. Luego, el presidente de la compañía Philips lo visitó en su casa con un radiotransmisor de alta frecuencia y le pidió que apretase un botón cuando la hora de Nueva York fuese las 10:00. La señal que emitió el aparato inició la producción en cadena de CD en Hannover, Alemania. El 17 de agosto de 1982 fue el primero en salir a la venta junto con The Visitors del grupo ABBA y la Sinfonía alpina de Richard Strauss, dirigida por Herbert von Karajan.
En 1983 recibió el Premio Nacional de Arte de Chile, hecho que según el pianista fue su consagración definitiva, señalando:

Ser reconocido por la gente y la tierra donde uno nació es para mí la consagración definitiva. A uno lo pueden distinguir los amigos, los admiradores y los críticos, pero si falta el reconocimiento de la propia familia, el honor y la fama son incompletos. Ahora la familia chilena ha decidido concedérmelo y mis sentimientos son una mezcla de gran humildad y emocionada satisfacción.
Claudio Arrau.

En el marco del plebiscito de 1988, los partidarios de la opción «No» exhibieron en su campaña a Claudio Arrau tocando el piano. Uno de los hijos de Arrau indicó que dicho video fue utilizado sin consultarle a su padre, lo que motivó una agria disputa y que el «Sí» usase ese hecho como parte de su campaña, señalando que el «No» se había burlado de la gente.[cita requerida]

### Fallecimiento

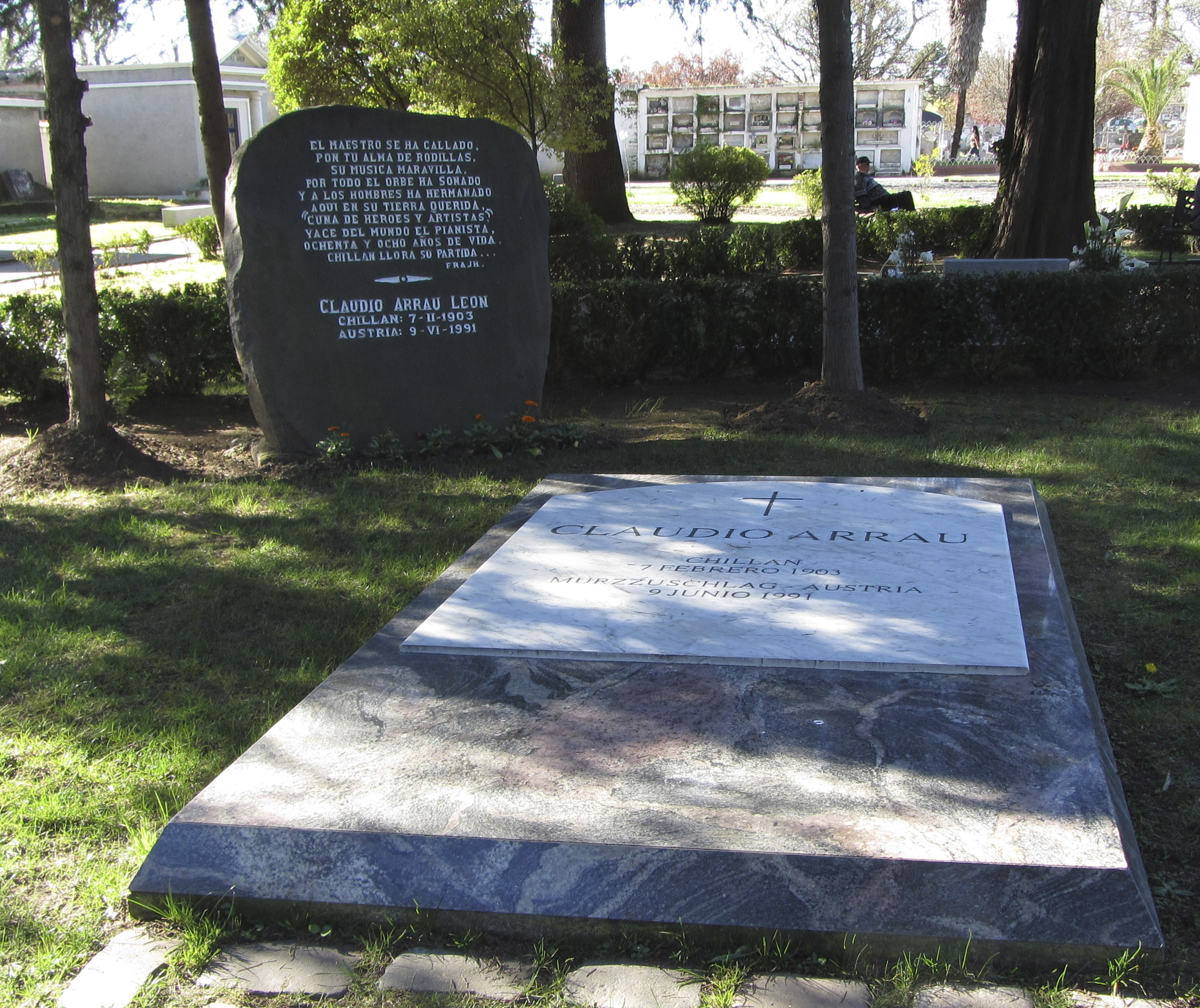
Tumba de Claudio Arrau en el Cementerio Municipal de Chillán

Claudio Arrau falleció a los 88 años en Mürzzuschlag, Austria, el 9 de junio de 1991. En su testamento solicitaba que el albacea de sus bienes en Estados Unidos fuera su sobrino Agustín Arrau, quien falleció en 2009, derivando la fortuna del pianista a la Fundación Claudio Arrau. Su testamento también solicitaba que sus restos fueran sepultados en el cementerio municipal de Chillán, lo cual fue base para la creación del Patio de Artistas dentro del camposanto.
Para conmemorar el centenario de su nacimiento, el año 2003 fue declarado en Chile «Año Claudio Arrau» mediante el decreto 178 de 2002 del Ministerio de Educación de Chile. Asimismo, dicho año, su antigua residencia en Chillán es convertida en el Museo Interactivo Claudio Arrau León y declarado Inmueble de conservación histórica.

## Interpretaciones

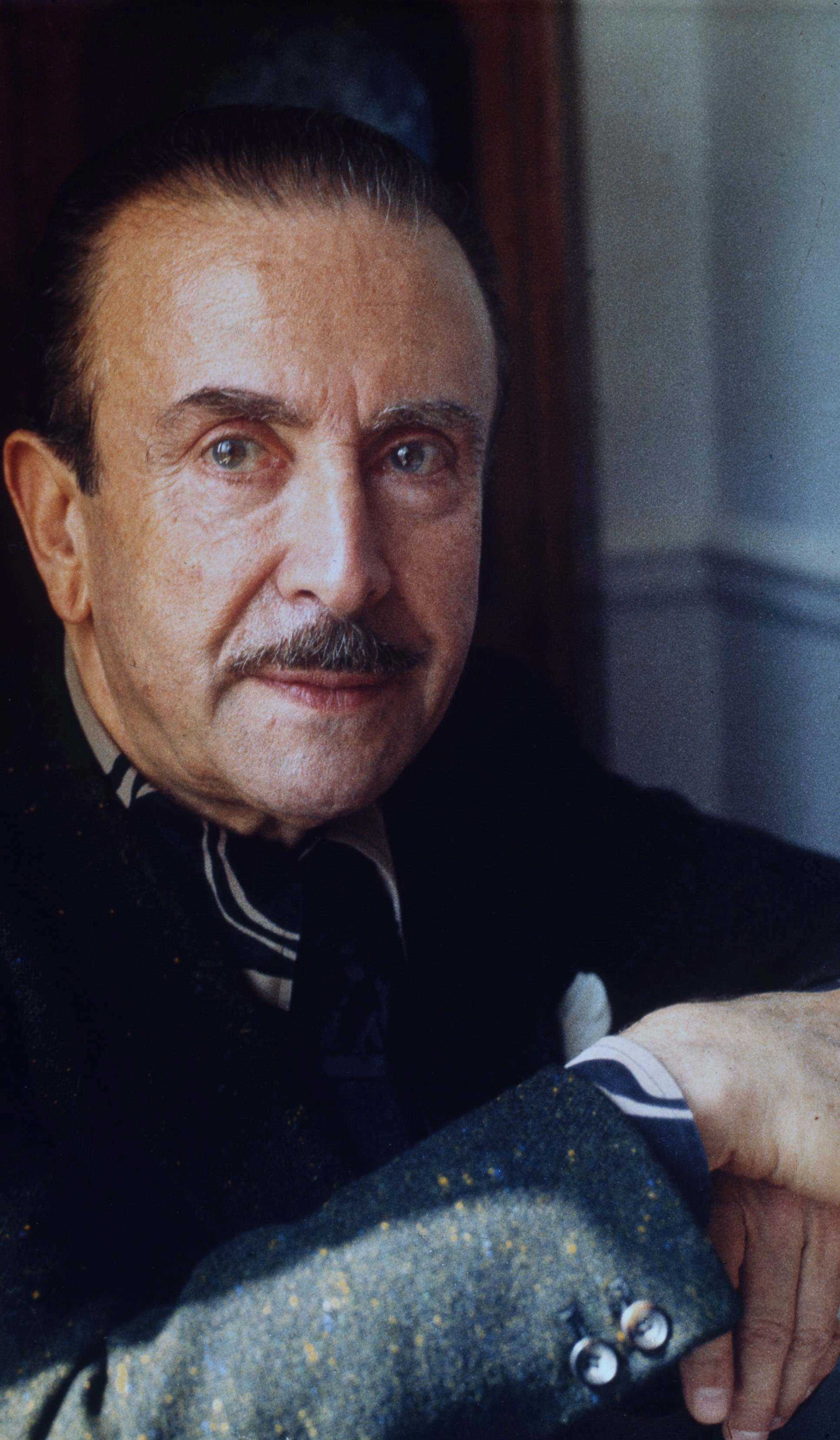
Claudio Arrau en 1974.

Adquirió especial reputación por sus interpretaciones de Bach, Brahms, Chopin, Debussy, Liszt, Mozart, Schöenberg, Schumann: Schubert y, sobre todo, Beethoven: una reputación reflejada en una gran cantidad de grabaciones. Tenía una técnica extraordinaria y un virtuosismo único. En ocasiones, sus tiempos eran inusualmente lentos, pero su consideración de los detalles y una rica sonoridad conllevaron un excepcional poder intelectual y una profundidad de sentimiento. Arrau conseguía esto por un cuidadoso estudio de la historia en la que habían escrito las piezas musicales que interpretaba; conocía la historia como pocos, era un gran estudioso de ella. Su vasto conocimiento cultural fue una de sus características más destacadas.
Recibió numerosos premios y distinciones durante su carrera, incluyendo la Legión de Honor de Francia, el Premio de la Música de la Unesco, la Medalla Beethoven de Nueva York, el grado de doctor Honoris Causa de la Universidad de Oxford, y el Premio Nacional de Arte de Chile en 1983.
Mantuvo a lo largo de su trayectoria una pulcritud en sus interpretaciones. Esta pulcritud refiere a un sentido lógico solo dado por la maduración de las obras. Siendo niño prodigio, desarrolló una técnica sólida desde muy temprana edad, lo que le permitió más adelante concentrarse en la interpretación y desarrollar una madurez en ese sentido. Los tempos y los rubatos de Arrau son inusuales y convierten su interpretación en excepcional. Su vasto repertorio se manifiesta, aunque no completamente, en su extensa discografía. Destacan especialmente sus grabaciones de los Estudios Trascendentales de Franz Liszt, las obras más importantes para piano de Robert Schumann: las 32 sonatas para piano de Beethoven: así como decenas de obras con orquesta.
Su abundante repertorio incluía la obra completa para teclado de Johann Sebastian Bach, que fue interpretada durante un maratoniano ciclo en Alemania en la década de 1930. Pero desgraciadamente no existe grabación del evento y Arrau solo accedió a grabar unas pocas piezas de Bach al final de su carrera. La razón que esgrimía el propio Arrau para haber eliminado a Bach de su repertorio habitual era que no creía en el piano como instrumento adecuado para interpretar la música de aquella época.

## Repertorio de grabaciones
Detalle del repertorio de sus grabaciones de estudio (no se incluyen innumerables grabaciones en vivo):
- Bach: Variaciones Goldberg; Fantasía cromática y fuga; Partitas 1, 2, 3 y 5; Invenciones y sinfonías.

- Mozart: 19 Sonatas; Rondó en la mayor; Adagio en si menor; Rondó en re mayor; Fantasía en re menor.

- Beethoven: 32 Sonatas (varios ciclos); 10 Sonatas para violín y piano (J. Szigeti ciclo completo, A. Grumiaux 6 sonatas); 5 Conciertos para piano (varios ciclos); Concierto triple; Rondó en sol mayor; Variaciones Eroica; Variaciones en fa mayor; Variaciones en do menor; Variaciones Diabelli.

- Schubert: Fantasía Wanderer; Sonatas Op. 120, D.894, D.958, D.959 & D.960; Impromptus Op. 90; Impromptus Op. 142; Klavierstücke D.946; Momentos Musicales D.780; Allegretto en do menor D.915

- Chopin: Preludios Op. 28, Preludio Op. 45, Preludio Op posth.; Estudios Op 10 y Op 25, 3 Nouvelles Etudes; 14 Valses; 21 Nocturnos; 4 Baladas; 4 Scherzos; 4 Impromptus; Allegro de concierto; Sonata n.º 3; Barcarola; Fantasía en fa menor; Polonesa-Fantasía; Obra completa para piano y orquesta.

- Liszt: Sonata en si menor; 12 Estudios trascendentales; 3 Estudios de concierto; 2 Estudios de concierto; Bendición de Dios en la soledad; 2 Sonetos de Petrarca; Après une lectura du Dante; Funerales; Balada en si menor; Valle d’Oberman; Jeux d’eaux a la Villa d’Este; Mephisto Valse; Valse oubliee; La capilla de Guillermo Tell; Liebesträume; 2 Conciertos para piano y orquesta; Fantasía húngara para piano y orquesta; Rapsodia española; 5 Rapsodias húngaras; Paráfrasis sobre óperas de Verdi (Completas); 4 Cantos polacos (Chopin-Liszt)

- R. Schumann: Variaciones Abbeg Op. 1; Papillons Op. 2; Davidsbündlertänze Op. 6; Carnaval Op. 9; Sonatas n.º 1 Op. 11 y n.º 2 Op. 22; Fantasiestücke, Op. 12; Estudios sinfónicos Op. 13; Escenas infantiles Op. 15; Kreisleriana Op. 16; Fantasía en do mayor Op. 17; Arabeske Op. 18; Blumenstück Op. 19; Humoreske Op. 20; Novelletten Op. 21; Nachtstücke Op. 23; Carnaval de Viena Op. 26; Tres romanzas Op. 28; Waldszenen Op. 82; Drei Fantasiestücke Op. 111; Concierto para piano y orquesta Op. 54.

- C. M. von Weber: Konzertstück; Sonata n.° 1.

- Brahms: Conciertos n.º 1 y 2 (varias versiones); Sonatas n.º 2 y 3; 4 baladas; Variaciones sobre un tema de Paganini; Variaciones Handel; Scherzo Op. 4.

- Grieg: Concierto para piano en la menor Op. 16.

- Chaikovski: Concierto para piano n.º 1 en si bemol menor.

- Debussy: Preludios (Libros 1 y 2); Estampes; Images (Libros 1 y 2); Suite bergamasque; Pour le piano; Valse romantique; La plus que lente.

- Ravel: Gaspard de la nuit; Jeux d’eau.

- Isaác Albéniz: Iberia (Libros 1 & 2).

- Balakirev: Islamey.

## Discografía
- Claudio Arrau, Birth of a Legend, Columbia Recordings, USA 1946-1950. Beethoven: Sonatas n.° 21 & 26; Schubert: Allegretto; Chopin: 24 Préludes; Schumann: Kreisleriana, Arabeske; Debussy: Pour le piano, Estampes, Images I & II; Ravel: Gaspard de la nuit (sin Scarbo); Albéniz: Iberia I & II. (United Archives).
- Claudio Arrau in Germany: Pre-War Recordings from the collection of the Rundfukarchiv (Chopin, Beethoven: Mozart, Haydn, Liszt) (Music & Arts)
- Claudio Arrau, The Early Years, Complete Pre-War Recordings: Balakirev, Busoni, Stravinski, Liszt, Schubert: Chopin, Debussy, Schumann (1921-1939) (Marston)
- Recital en Ascona, 9 sept. 1959. Beethoven: Sonata n.° 23; Schumann: Fantasía op. 17; Debussy: Pour le piano; Chopin: Estudio op. 10/4 (Ermitage)
- Recitales en Londres, BBC Studios, 1959-1960. Beethoven: Sonata n.° 13; Schumann: Fantasía op. 17; Schoenberg: 3 Klavierstücke op. 11 (BBC Legends)
- Recital en Lugano, 20 de mayo de 1963. Brahms: Variaciones Haendel; Ravel: Gaspard de la nuit; Liszt: Gnomenreigen, Mephisto Waltz n.° 1; Chopin: Mes Joies (Ermitage)
- Claudio Arrau in Recital 1969-1977. Beethoven: Sonatas n.° 7, 13, 23, 30, 32; Variaciones Eroica; Schumann: Sonata n.° 1; Brahms: Sonata n.° 3 (en vivo, Brescia & Turku, 1969-1977) (Music & Arts, 2012)
- Recital en Ascona, 17 sept. 1971. Beethoven: Sonata n.° 13; Liszt: Sonata en si menor; Chopin: Balada n.° 4, Nocturno op. 62/1, Scherzo n.° 1 (Ermitage)
- Recitales en Schwetzingen, 26 de mayo de 1963 y 20 de mayo de 1973. Beethoven: Sonatas n.° 7, 23 & 28, Rondo op. 51 n.° 2; Brahms: Variationes Haendel (SWR/Hänssler)
- Recital en Salzburgo, 15 de agosto de 1982. Beethoven: Sonata n.° 23; Liszt: Sonata en si menor, Après une lecture de Dante (Orfeo)
- Albéniz: Iberia, libros I & II (1946-47, US Columbia)
- Bach: Variationes Goldberg (1942); Fantasía cromática y fuga; Invenciones y sinfonías (1945) (RCA)
- Bach: Partitas n.° 1, 2, 3, 5 (1991, Philips)
- Beethoven: Sonatas para piano n.° 21 & 26 (1947, US Columbia)
- Beethoven: Sonatas para piano n.° 8, 14, 23, 26, 29 (American Decca, 1954; cofre The Liszt Legacy, Deutsche Grammophon, 2011)
- Beethoven: Sonatas para piano n.° 7, 21, 22, 23, 24, 26, 28, 31, 32; 32 Variaciones WoO 80 (1956-1960, EMI)
- Beethoven: Sonatas para piano n.° 23, 31, 32 (en vivo, Estocolmo, 1960) (ICA Classics)
- Beethoven: Sonatas para piano (integral, 1962-66), Rondo op. 51/2 (1963), 32 Variaciones WoO 80, Variaciones Heroica op. 35, Variaciones op. 34 (1968) (Philips)
- Beethoven: Sonata para piano n.° 32 (en vivo, París, Télévision française, 1970) (DVD EMI)
- Beethoven: Sonatas para piano n.° 30, 31, 32 (en vivo, New York, 1975) (APR)
- Beethoven: Sonatas para piano (casi integral, 1984-1990, faltan las n.° 14 y 29), 32 Variaciones WoO 80, Andante favorito WoO 57 (1984-1985) (Philips)
- Beethoven: Variaciones op. 34, Variaciones Heroica op. 35 (1941) (Naxos)
- Beethoven: Variaciones Diabelli (1952, American Decca)
- Beethoven: Variaciones Diabelli (1985, Philips)
- Beethoven: Las diez sonatas para piano y violín. Con Joseph Szigeti (en vivo, Washington, Library of Congress, 1944) (Vanguard)
- Beethoven: Sonatas para piano y violín n.° 1, 2, 4, 5, 7, 8. Con Arthur Grumiaux (1975-76, Philips)
- Beethoven: Los cinco conciertos para piano. Philharmonia Orchestra, dir. Alceo Galliera (1955-58, EMI)
- Beethoven: Los cinco conciertos para piano. Orquesta Real del Concertgebouw, dir. Bernard Haitink (1964, Philips)
- Beethoven: Los cinco conciertos para piano. Staatskapelle Dresde, dir. Colin Davis (1984-87, Philips)
- Beethoven: Concierto para piano n.° 1. New York Philharmonic, dir. George Szell (en vivo, New York, Carnegie Hall, 1945) (WHRA)
- Beethoven: Concierto para piano n.° 3. Orquesta de Filadelfia, dir. Eugene Ormandy (1947) (Naxos)
- Beethoven: Conciertos para piano n.° 3, 4, 5. Philharmonia Orchestra, dir. Otto Klemperer (en vivo, Londres, 1957) (Testament)
- Beethoven: Concierto para piano n.° 4. Orquesta Sinfónica de la Radiodifusión Bávara, dir. Leonard Bernstein (en vivo, The Amnesty International Concert, 1976, Deutsche Grammophon)
- Beethoven: Concierto para piano n.° 4. Orquesta Sinfónica de la Radiodifusión de Colonia, dir. Christoph von Dohnányi (en vivo, Cologne, 1959)
- Beethoven: Concierto para piano n.° 4. Orquesta de Filadelfia, dir. Riccardo Muti (en vivo, 1983, DVD Philips "The Golden Age of the Piano")
- Beethoven: Concierto para piano n.° 4 dir. Charles Munch, Concierto para piano n.° 5, dir. Pierre Monteux, Orquesta Sinfónica de Boston (en vivo, Tanglewood, 1961 et 1960) (WHRA)
- Beethoven: Triple concierto. Con Henryk Szeryng, Janos Starker, New Philharmonia Orchestra, dir. Eliahu Inbal (1970, Philips)
- Brahms: Baladas op. 10, Sonatas n.° 2 et 3, Scherzo op. 4, Variaciones Haendel, Variaciones Paganini (1971-78, Philips)
- Brahms: Sonata piano n.° 3 op. 5 (en vivo, New York, 1978) - Beethoven: Sonata piano n.° 3 op. 2/3 (en vivo, Praga, 1976) (APR)
- Brahms: Liebeslieder Waltzes para piano a 4 manos y cuarteto vocal op. 52. Con Benjamin Britten (piano), Heather Harper, Janet Baker, Peter Pears y Thomas Hemsley (1968, BBC)
- Brahms: Conciertos para piano n.° 1 & 2. Philharmonia Orchestra, dir. Carlo Maria Giulini (1960-62, EMI)
- Brahms: Conciertos para piano n.° 1 & 2. NDR Sinfonieorchester, dir. Hans Schmidt-Isserstedt (1963-66, EMI)
- Brahms: Conciertos para piano n.° 1 & 2. Gran Orquesta Sinfónica de la Televisión & Radiodifusión de la URSS, dir. Guennadi Rojdestvenski (en vivo, Moscou, 1968) (Doremi)
- Brahms: Conciertos para piano n.° 1 & 2. Orquesta Real del Concertgebouw, dir. Bernard Haitink (1969, Philips)
- Brahms: Concierto para piano n.° 1. Philharmonia Orchestra, dir. Basil Cameron (1947) - Chopin, Andante spianato y Grand Polonesa (1947) (Dante)
- Brahms: Concierto para piano n.° 1. Orquesta Sinfónica de la Radiodifusión Bávara, dir. Rafael Kubelik (en vivo, Múnich, 1964) (Orfeo)
- Brahms: Concierto para piano n.° 2. Orquesta Nacional de Escocia, dir. Alexander Gibson (en vivo, Glasgow, 1963) (BBC Legends)
- Brahms: Concierto para piano n.° 2. Orquesta Nacional de Francia, dir. Igor Markevitch (en vivo, París, 1976) (INA Mémoire vive)
- Chopin: 4 Baladas, 4 Scherzos, 3 Impromptus, Barcarola (1953, American Decca)
- Chopin: 24 Preludios (1950, US Columbia)
- Chopin: 24 Preludios (en vivo, Praga 1960) (APR)
- Chopin: Estudios op. 10 & 25, Allegro de concierto (1956), Sonata n.° 3 en si menor, Fantasía (1960) (EMI)
- Chopin: 24 Preludios, Preludio op. 45, Preludio op. posth., 4 Baladas, 4 Scherzos, 21 Nocturnos, 19 Valses, 3 Impromptus, Barcarola, Fantasía, Polonesa-Fantasía, Fantasía sobre aires polacos (1971-84, Philips)
- Chopin: Concierto para piano n.° 1. Orquesta Sinfónica de la Radiodifusión de Colonia, dir. Otto Klemperer (en vivo, Cologne, 1954) (Music & Arts)
- Chopin: Concierto para piano n.° 2. New York Philharmonic, dir. Fritz Busch (en vivo, New York, Metropolitan Opera, 1950) (Music & Arts)
- Chopin: Concierto para piano n.° 2. New York Philharmonic, dir. George Szell (en vivo, New York, Carnegie Hall, 1955) (WHRA)
- Chopin: Conciertos para piano n.° 1 & 2, Krakowiak, Andante spianato y Gran Polonesa brillante, Variaciones sobe "Là ci darem la mano". Orquesta Filarmónica de Londres, dir. Eliahu Inbal (1970-71, Philips)
- Debussy: Pour le piano, Estampes, Images I & II (1949, US Columbia)
- Debussy: Préludes I & II, Images I & II, Estampes (1979-80), Suite bergamasque, Sarabande (Pour le piano), La plus que lente, Valse romantique (1991) (Philips)
- Grieg: Concierto para piano. Philharmonia Orchestra, dir. Alceo Galliera (1956, EMI)
- Grieg: Concierto para piano. Orquesta Real del Concertgebouw, dir. Christoph von Dohnanyi (1963, Philips)
- Grieg: Concierto para piano. Orquesta Sinfónica de Boston, dir. Colin Davis (1980, Philips)
- Liszt: Sonata en si menor (1970), Sonata en si menor (1985), Funérailles (1982), 12 estudios de ejecución transcendente (1974-76), Bénédiction de Dieu dans la solitude (1970), Balada n.° 2 (1969), Paráfrasis de Verdi (1971), Mephisto-Waltz n.° 1 (1990), Liebestraum n.° 3 (1989), Six chants polonais de Chopin (1982), Estudios de concierto (1970-76), Jeux d'eau à la Villa d'Este, Vallée d'Obermann, Sonnets de Pétrarque 104 & 123 (1969), Sonata "Après une lecture de Dante" (1982), Chapelle de Guillaume Tell (1989) (Philips)
- Liszt: Sonata en si menor (en vivo, Ascona, 1971) (Ermitage)
- Liszt: Sonata en si menor, Après une lecture de Dante (en vivo, Salzbourg, 1982) (Orfeo)
- Liszt: Sonate en si menor, Après une lecture de Dante, Balada n.° 2, Jeux d'eau à la Villa d'Este, Estudio de ejecución transcendente n.° 10 (en vivo, New York & San Francisco, 1970-81) (Claudio Arrau plays Liszt, Public Performances, Music & Arts)
- Liszt: Rapsodias húngaras n.° 8, 9, 10, 11 & 13 (1951) (Sony)
- Liszt: Concierto para piano n.° 1. Orquesta Sinfónica de la Radio de Frankfurt, dir. Hans Rosbaud (1935) (Music & Arts)
- Liszt: Concierto para piano n.° 1; Fantasía en mi menor sobre cantos populares húngaros. Orquesta de Filadelfia, dir. Eugene Ormandy (1952) (Sony)
- Liszt: Concierto para piano n.° 2. New York Philharmonic, dir. Dimitri Mitropoulos (en vivo, 1943) (Music & Arts)
- Liszt: Concierto para piano n.° 2. New York Philharmonic, dir. George Szell (en vivo, New York, Carnegie Hall, 1946) (WHRA)
- Liszt: Conciertos para piano n.° 1 & 2. Orquesta Sinfónica de Londres, dir. Colin Davis (1979, Philips)
- Mendelssohn: Introducción y Rondo Caprichoso op. 14 (1951, EMI)
- Mozart: Sonatas para piano K.283 & K.576 (1941) (Naxos)
- Mozart: Sonatas para piano K.310, K.332, K.457, K.576, Fantasía K.475 (en vivo, Salzburgo, 1956) (Orfeo)
- Mozart: Sonatas para piano K.283, K.310, K.457, K.570, K.576, Fantasía K.475 (en vivo, Tanglewood, 1964) (Music & Arts)
- Mozart: Sonatas para piano (integral), Rondos K.485 & K.511, Fantasías K.397 & K.475, Adagio K.540 (1973-88, Philips)
- Ravel: Gaspard de la nuit (sin Scarbo) (1949, US Columbia)
- Ravel: Gaspard de la nuit (en vivo, Lugano, 1963) (Ermitage)
- Schoenberg: 3 Klavierstücke op. 11 (1959, BBC Legends)
- Schubert: Fantasía Wanderer D.760, Klavierstücke D.946, Momentos musicales D.780, Allegretto D.915, Marcha D.606 (1956-59, EMI)
- Schubert: Klavierstücke D.946 (1959, BBC Legends)
- Schubert: Sonatas D.664, D.894, D.958, D.959 & D.960; Impromptus D.899 & D.935; Klavierstücke D.946, Momentos musicales D.780; Allegretto D.915 (1978-90, Philips)
- Schubert: Quinteto "La Trucha" D.667; Franck: Quinteto; Dvorak: Quinteto op. 81; Mozart: Trío K.548. Con el Cuarteto Juilliard (en vivo, Washington, Library of Congress, 1963-64) (Doremi)
- Schumann: Kreisleriana, Arabeske (1946-47, US Columbia)
- Schumann: Fantasía op. 17 (en vivo, 1959, Ascona) (Ermitage)
- Schumann: Fantasía op. 17 (1960, BBC Legends)
- Schumann: Carnaval op. 9 (Londres, 1961) (DVD EMI)
- Schumann: Estudios sinfónicos (en vivo, Praga, 1976) (APR)
- Schumann: Fantasía op. 17, Carnaval op. 9, Carnaval de Viena, Sonatas n.° 1 & 2, Kreisleriana, Kinderszenen, Waldszenen, Nachstücke, Estudios sinfónicos, Arabeske, Humoreske, Davidsbündlertänze, Novelletten, Blumenstück, Variaciones Abegg, Papillons, Fantasiestücke op. 12 & op. 111, Tres Romanzas op. 28 (1966-76, Philips)
- Schumann: Concierto para piano. Orquesta Sinfónica de Detroit, dir. Karl Krueger (1944), Carnaval op. 9 (1939) (Naxos)
- Schumann: Concierto para piano. New York Philharmonic, dir. Victor de Sabata (en vivo, New York, Carnegie Hall, 1951) (Music & Arts)
- Schumann: Concierto para piano. Philharmonia Orchestra, dir. Alceo Galliera (1957, EMI)
- Schumann: Concierto para piano. Orquesta Real del Concertgebouw, dir. Christoph von Dohnanyi (1963, Philips)
- Schumann: Concierto para piano. Orquesta Sinfónica de Boston, dir. Colin Davis (1980, Philips)
- Richard Strauss: Burlesque para piano y orquesta. New York Philharmonic, dir. George Szell (en vivo, New York, Carnegie Hall, 1945) (WHRA)
- Richard Strauss: Burlesque para piano y orquesta. Orquesta Sinfónica de Chicago, dir. Désiré Defauw (en vivo, 1946) (Naxos)
- Chaïkovski: Concierto para piano n.° 1. Philharmonia Orchestra, dir. Alceo Galliera (1960, EMI)
- Chaïkovski: Concierto para piano n.° 1. Orquesta Sinfónica de Boston, dir. Colin Davis (1979, Philips)
- Weber: Konzertstück en fa menor. New York Philharmonic, dir. George Szell (en vivo, New York, Carnegie Hall, 1945) (WHRA)
- Weber: Konzertstück en fa menor. Orquesta Sinfónica de Chicago, dir. Désiré Defauw (1946), Sonate pour piano n.° 1 (1941) (Naxos)
- Weber: Konzertstück en fa menor. Orquesta Sinfónica de la NBC, dir. Erich Kleiber (en vivo, New York, 1947) (Music & Arts)
- Weber: Konzertstück en fa menor. Philharmonia Orchestra, dir. Alceo Galliera (1960, EMI)

## Filmografía
| Año  | Título                                               | Rol         | Notas                  |
| ---- | ---------------------------------------------------- | ----------- | ---------------------- |
| 1935 | Sueño de amor                                        | Franz Liszt | Película               |
| 1935 | Thy Son                                              | Él mismo    | Película               |
| 1957 | Claudio Arrau Concert                                | Él mismo    | Película de televisión |
| 1976 | Memories of Berlin: The Twilight of Weimar Culture   | Él mismo    | Documental             |
| 1978 | Claudio Arrau: A Life in Music                       | Él mismo    | Documental             |
| 1987 | Claudio Arrau: The Emperor                           | Él mismo    | Documental             |
| 1993 | The Golden Age of the Piano                          | Él mismo    | Documental             |
| 1999 | The Art of Piano: Great Pianists of the 20th Century | Él mismo    | Documental             |

## Libros
- Liszt: A Listener's Guide to His Piano Works (con John Bell Young)
- Leben mit der Musik (con Joseph Horowitz), 1984
- Arrau parle: conversations avec Joseph Horowitz (con Joseph Horowitz), 1985

## Premios y reconocimientos

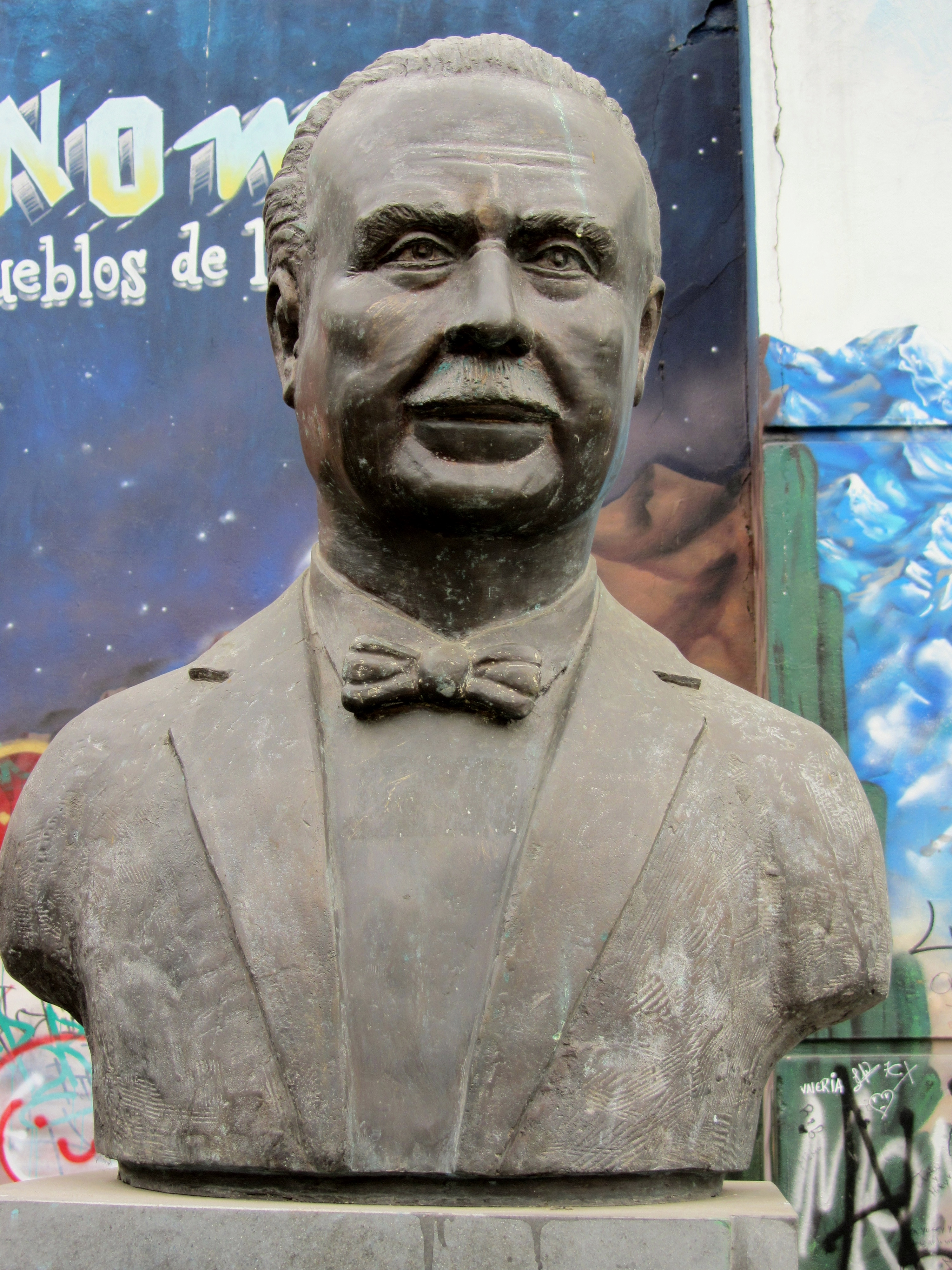
Busto de Arrau en la comuna chilena de Quinta Normal, en la ciudad de Santiago.

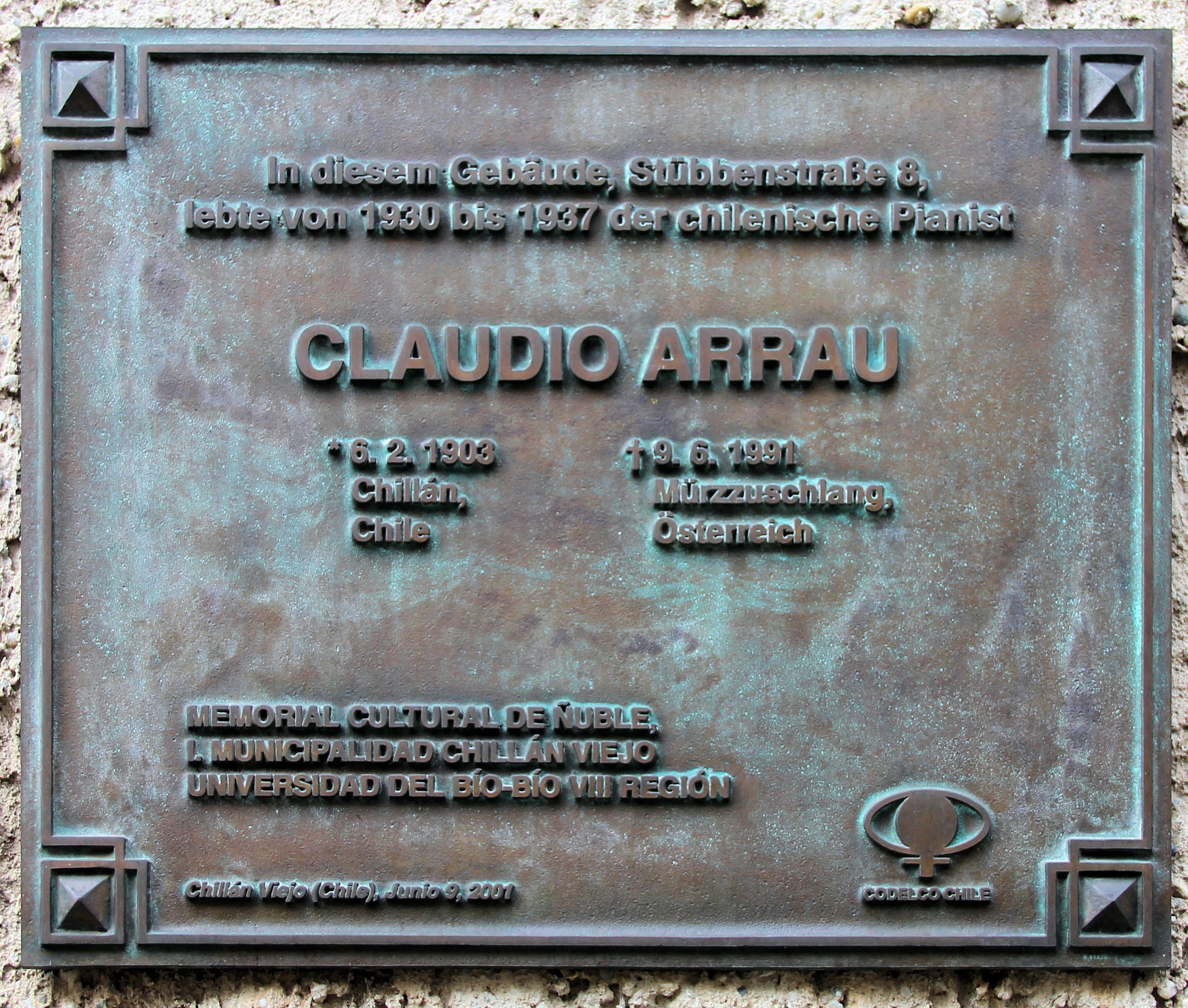
Placa conmemorativa de Arrau en el distrito alemán de Tempelhof-Schöneberg, en Berlín.

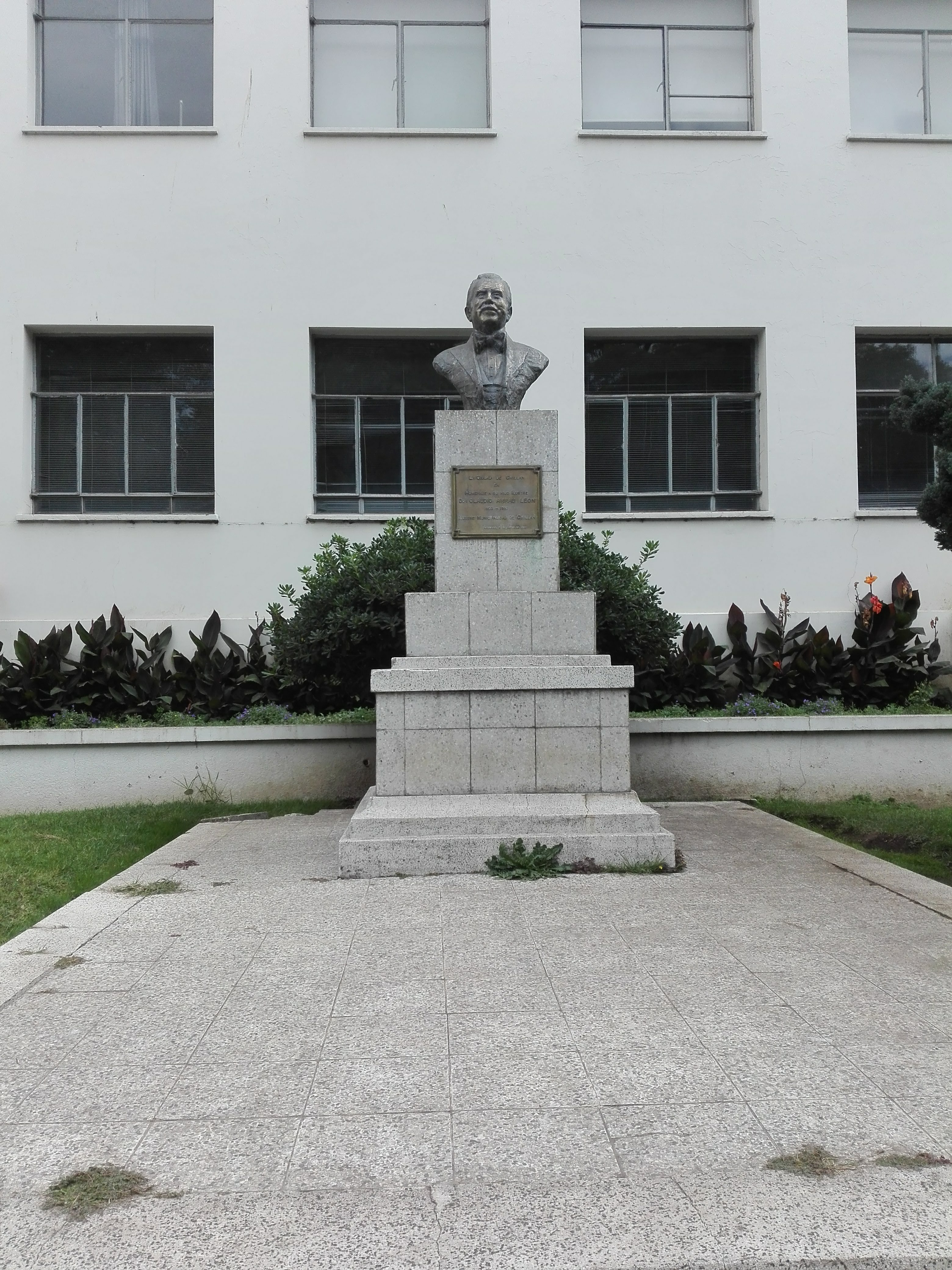
Busto de Arrau en su ciudad natal, Chillán.

Lista de sus principales premios y distinciones:
- 1911 - Beca del Congreso Chileno para estudiar en Europa
- 1915-1918:
  - Premio Ibach-Schulhoff
  - Medalla Gustav Holländer para los artistas jóvenes (Berlín).
  - Medalla Sachsen-Gothaische
- 1919 - Premio Franz Liszt
- 1920 - Premio Franz Liszt
- Primer premio en la competición de Rudolph Ibach (era el único niño participante).
- 1927 - Grand prix International de Pianistes, Suiza
- 1944 - Medalla de Oro del Congreso Nacional de Chile
- 1949 - Doctor honoris causa, Universidad de Chile
- 1949 - Hijo Ilustre de México
- Medalla de Oro de la ciudad de Concepción
- 1954 - Hijo Ilustre de Santiago
- 1958 - Medalla de Oro de la Royal Philharmonic Society of London
- 1959 - Hijo Benemérito de Chillán
- 1965 - Caballero de la Orden de las Artes y las Letras, Francia
- 1965 - Le es entregada la Máscara de Chopin, Polonia
- 1970 - Das Bundesverdienstkreuz (La Cruz del Mérito), Alemania
- 1980 - Medalla Hans von Bülow
- 1981 - Miembro Honorario del Pan American Society of New England, EE. UU.
- 1982 - Doctor of Humane Letters - Honoris Causa, Vermont, EE. UU.
- 1982 - Orden del Águila Azteca, México[21]
- 1983 - Premio Mundial de la Música, otorgado por la UNESCO
- 1983 - The Philadelphia Bowl, Filadelfia, EE. UU.
- 1983 - Premio Nacional de Arte de Chile
- 1983 - Primer Miembro Honorario de la Düsseldorf Robert Schumann-Gesellschaft, Alemania
- 1983 - Comendador de la Legión de Honor, Francia
- 1983 - Comendador de la Academia Nacional de Santa Cecilia, Italia
- 1983 - Medalla Beethoven: Nueva York, EE. UU.
- 1983 - Doctor honoris causa de la Universidad de Oxford, Inglaterra
- 1984 - Doctor honoris causa de la Universidad de Concepción, Chile
- 1984 - Profesor honoris causa de la Universidad del Bío Bío, Chile
- 1984 - La "Highest Distinction Award" de la Inter-American Music Council y la Organización de Estados Americanos
- 1988 - Medalla Teresa Carreño, Venezuela
- 1988 - Miembro Honorario de The Royal Philharmonic Society, Londres, Inglaterra
- 1990 - Medalla de Oro de The Royal Philharmonic Society, Londres, Inglaterra
- 1991 - Medalla Arrau instituida por el Düsseldorf Robert Schumann-Gesellschaft, Alemania

## Datos
- Arrau fue el discípulo favorito de Martin Krause, éste de Franz Liszt, a su vez Liszt fue discípulo de Carl Czerny, quien fue alumno de Ludwig van Beethoven: Antonio Salieri y Johann Hummel.
- Claudio Arrau fue un artista Blüthner.